# Chachlik

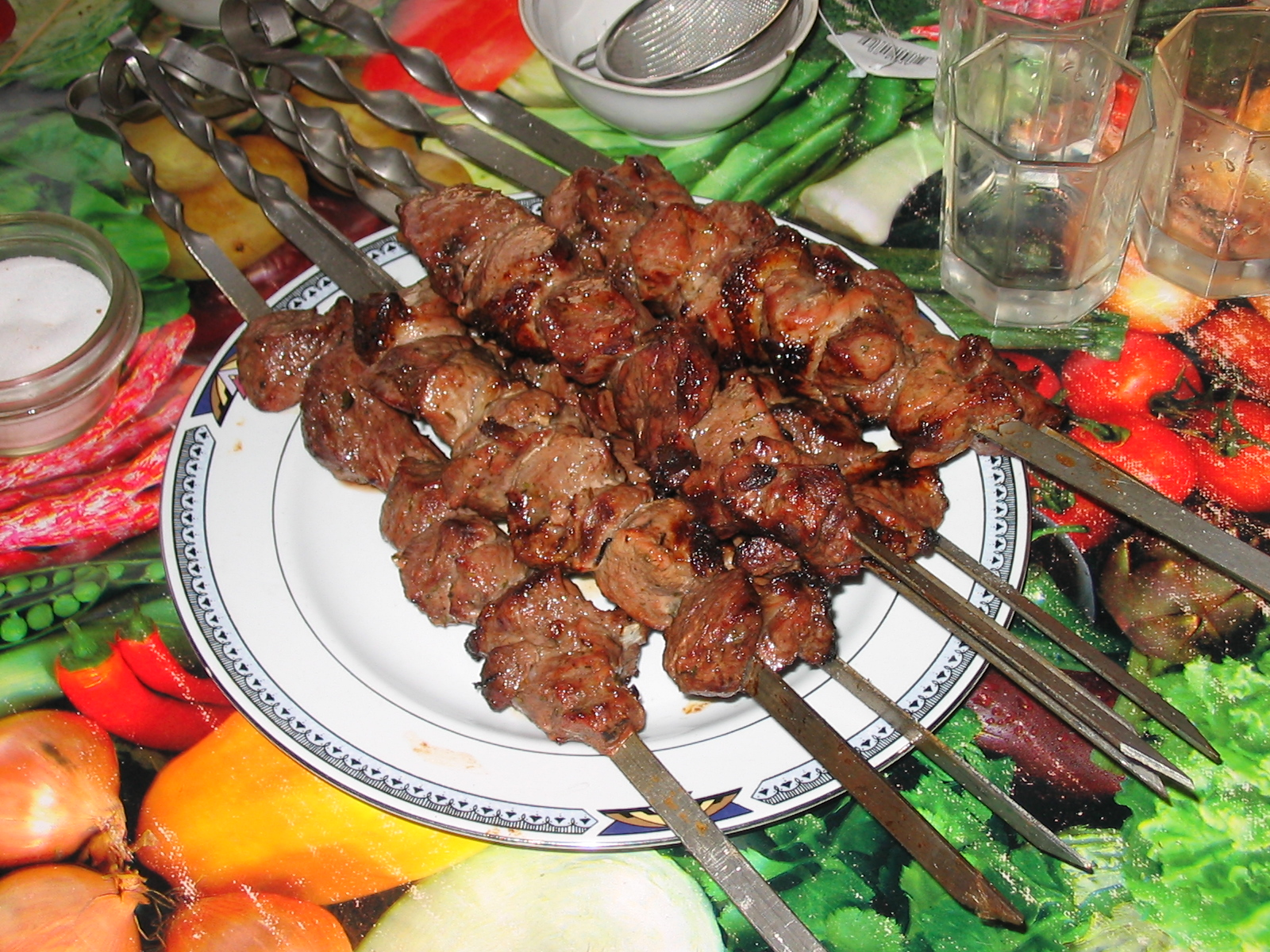

O chachlik (шашлык, em russo), ou shashlik, é um prato típico do Cáucaso e da Cultura Eslava, em regiões da Rússia e do Azerbaijão.  Trata-se de um pequeno espetinho de carne (geralmente, de cordeiro), mas, ao qual se podem acrescentar, também, vegetais. Em épocas remotas o Homem começou a assar no espeto, sobre o fogo, bocados de carne (e não o animal completo). O mais antigo livro de cozinha alemão que data do século XIV, refere um espeto com o comprimento de um dedo para assar a carne. Esta moda caiu no esquecimento, só se mantendo no sul da Rússia, no Cáucaso e nas regiões de influência turca, onde tem o nome de kebab.